# Trisobbio
Trisobbio é uma comuna italiana da região do Piemonte, província de Alexandria, com cerca de 682 habitantes. Estende-se por uma área de 9,4 km², tendo uma densidade populacional de 76 hab/km². Faz fronteira com Carpeneto, Cremolino, Montaldo Bormida, Morsasco, Orsara Bormida, Ovada, Rocca Grimalda.<

## Demografia
| Variação demográfica do município entre 1861 e 2011                               |
|                                                                                   |
| Fonte: Istituto Nazionale di Statistica (ISTAT) - Elaboração gráfica da Wikipedia |